# Waltzing Matilda (álbum)
Waltzing Matilda es un álbum de estudio del violinista holandés André Rieu y la soprano Australiana Mirusia Louwerse, lanzado el 28 de abril de 2008 en Australia. El álbum incluye varias canciones tradicionales de Australia cantadas por Mirusia. Ellos interpretaron estas canciones en su gira mundial "A Romantic night in Vienna" en 2008. El álbum debutó como número dos en el TOP Australiano ARIA Albums Chart. Alcanzó el número uno en su segunda semana, vendiendo 17.560 unidades.

## Canciones
1. "Wiener Melange" — 6:35
2. "Scarborough Fair"1 — 3:40
3. "Waltzing Matilda" — 3:17
4. "Treasure Waltz" — 6:23
5. "La Vergine degli angeli"1 — 3:21
6. "Wine, Women And Song" — 6:16
7. "Botany Bay"1 — 4:03
8. "Du und du" — 6:15
9. "Thorn Birds: Theme" — 3:56
10. "I Still Call Australia Home"1 — 4:33
11. "Viennese Citizen" — 6:15
12. "Benedictus"1 — 3:50
13. "Charmaine" — 4:00
14. "Wishing You Were Somehow Here Again"1 — 3:53
15. "Fledermaus Quadrille" — 4:06
16. "Tie Me Kangaroo"1 — 2:25
17. "Home Among The Gumtrees"1 — 2:29
18. "Waltzing Matilda" (vocal version)1 — 3:54

1 features Mirusia

## Posicionamiento
| Listas (2008)                | Posición |
| ---------------------------- | -------- |
| Australian ARIA Albums Chart | 1        |